# 湯原駅
湯原駅（とうげんえき）とは、中華人民共和国黒竜江省ジャムス市湯原県に位置する綏佳線の駅。

## 歴史
- 1941年　開業。

## 隣の駅
中華人民共和国鉄道部
綏佳線
香蘭駅 - 湯原駅 - 望江駅
座標: 北緯46度44分42秒 東経129度55分05秒 / 北緯46.7451度 東経129.918度